# Geografía de Alemania
La República Federal de Alemania (RFA; en alemán, Bundesrepublik Deutschland) es un país de Europa central que forma parte de la Unión Europea (UE). Limita al norte con el mar del Norte, Dinamarca y el mar Báltico; al este con Polonia y la República Checa; al sur con Austria al suroeste con Suiza, y al oeste con Francia, Luxemburgo, Bélgica y al noroeste con Países Bajos. Alemania contiene una vasta diversidad de paisajes. Montañas, bosques, colinas, llanuras, lagos, ríos y costas forman este gran país.

## Geografía física

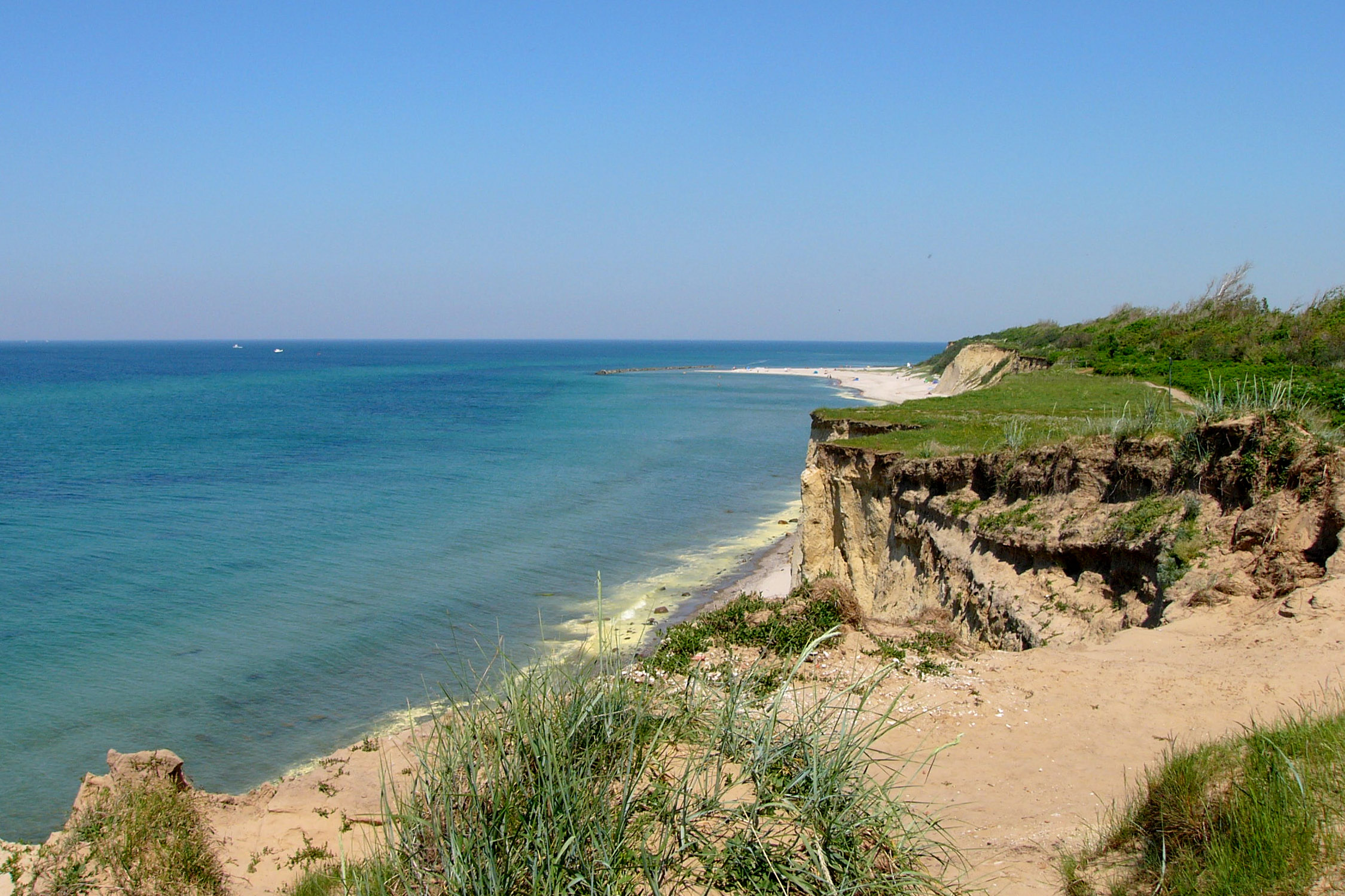
Litoral al mar Báltico cerca de Ahrenshoop (noreste)

Alemania consta de tres grandes regiones fisiográficas: una llanura de tierras bajas en el norte, la Alemania Media que es un área de mesetas en el centro y una región montañosa en el sur. Las tierras bajas, que conforman la llanura de Alemania del norte, tienen un relieve variado que engloba diversos valles fluviales y un gran terreno poblado de brezos. El punto más bajo es la línea costera. El extremo oriental de la llanura posee un suelo muy rico para la agricultura. La región de las mesetas centrales, cuyos límites aproximados están entre la ciudad de Hanóver en el norte y el río Meno en el sur, abarca un territorio compuesto de suaves montañas, valles fluviales, ríos y cuencas bien definidas. 

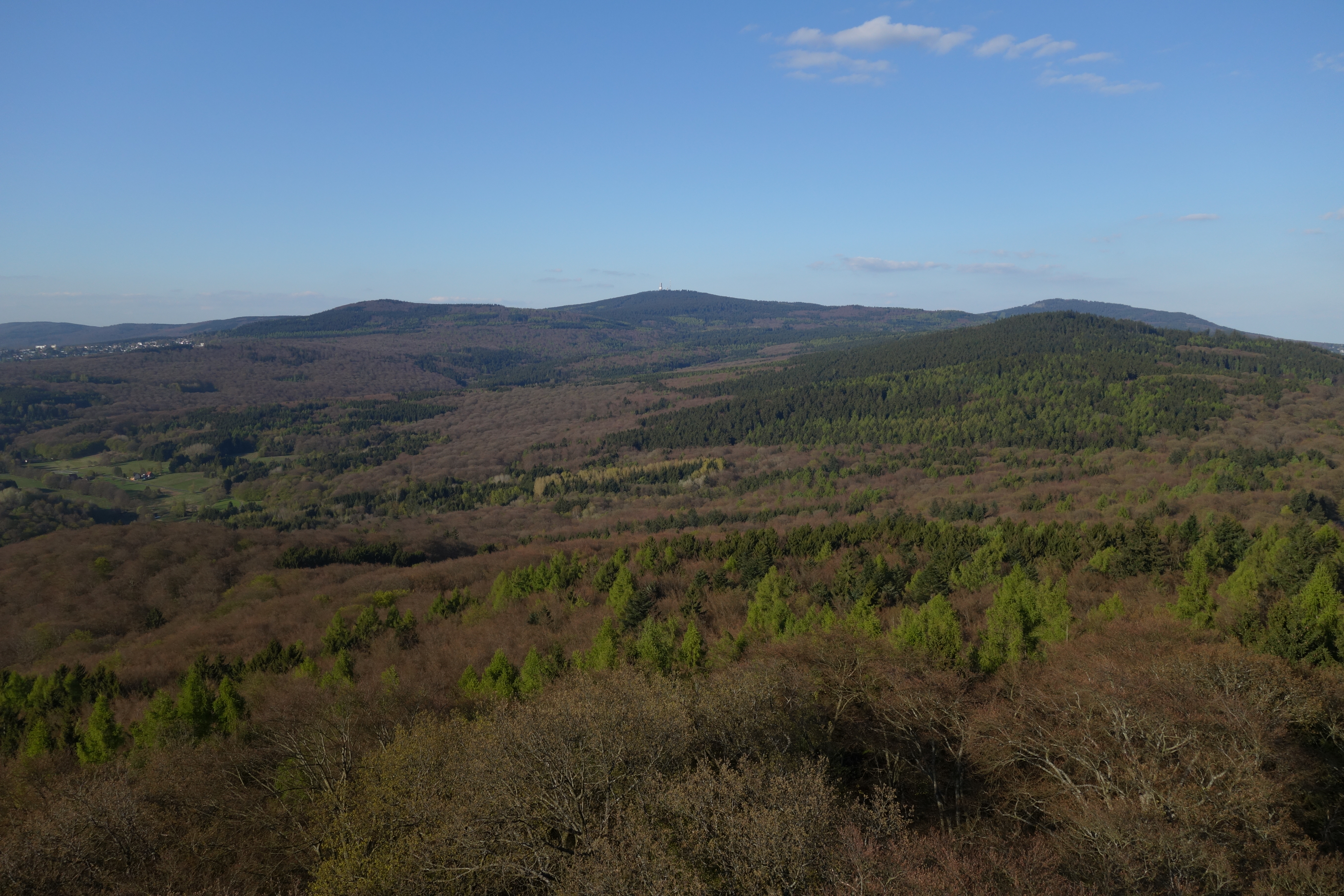
Paisaje de Taunus con el Großer Feldberg en el centro al fondo

Las cadenas montañosas incluyen al oeste las cordilleras Eifel y Hunsrück, en el centro las montañas Taunus y Spessart, y la cadena de Fichtelgebirge. En el centro hay dos zonas montañosas llamadas "selvas": Selva de Turingia y Selva de Franconia. En el extremo septentrional de la región ondulada de Turingia se encuentra el Harz, región montañosa. Gran parte del suroeste de Alemania está ocupado por dos eminencias de las montañas Jura y un gran bosque, la Selva Negra, que es un viejo macizo montañoso. En el extremo sur están los Alpes Bávaros, con el pico más alto de Alemania, el Zugspitze (2.962 m).

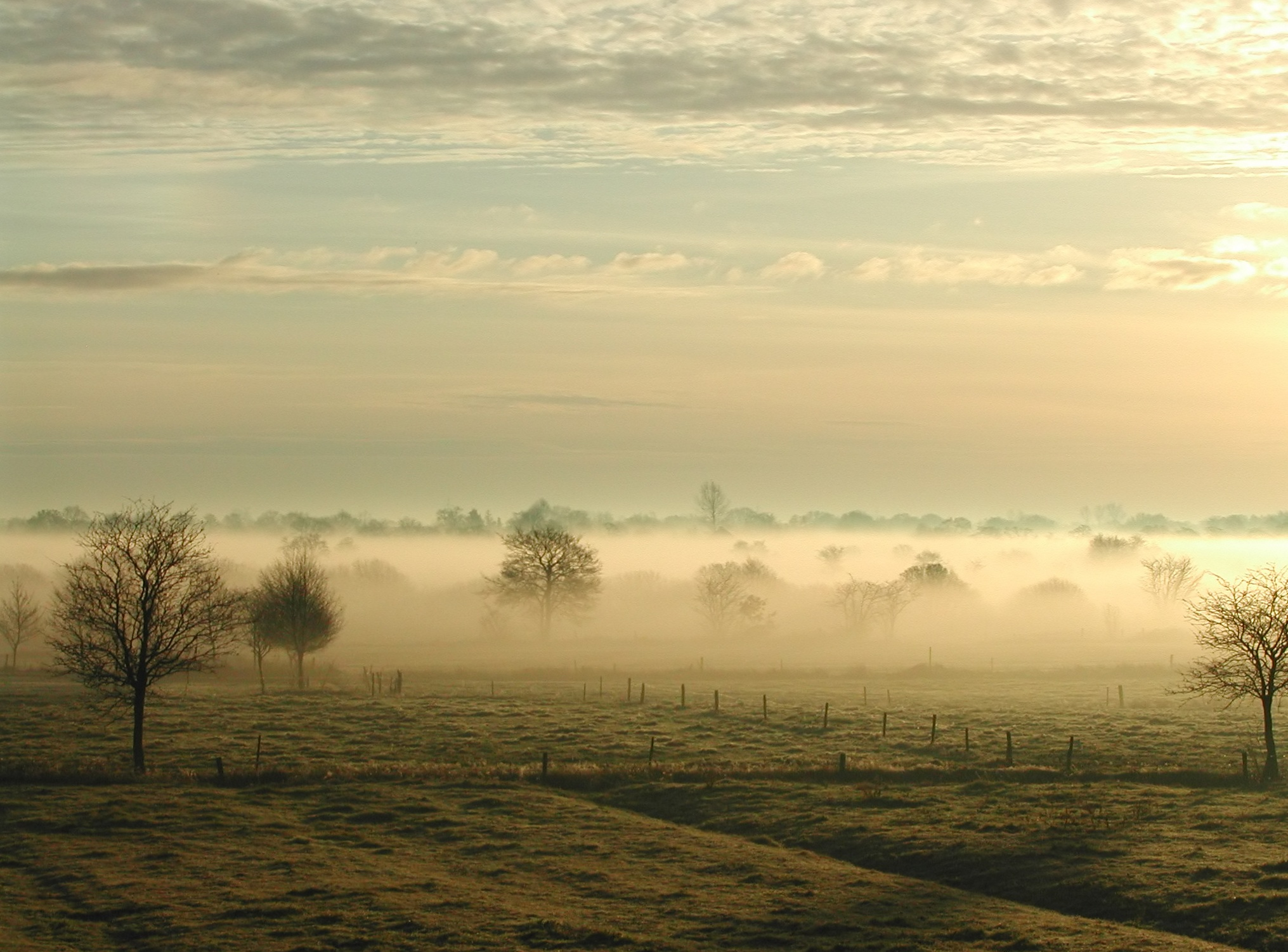
Tierras bajas del norte de Alemania en Frisia oriental (Norte)

### Ríos, lagos y costas

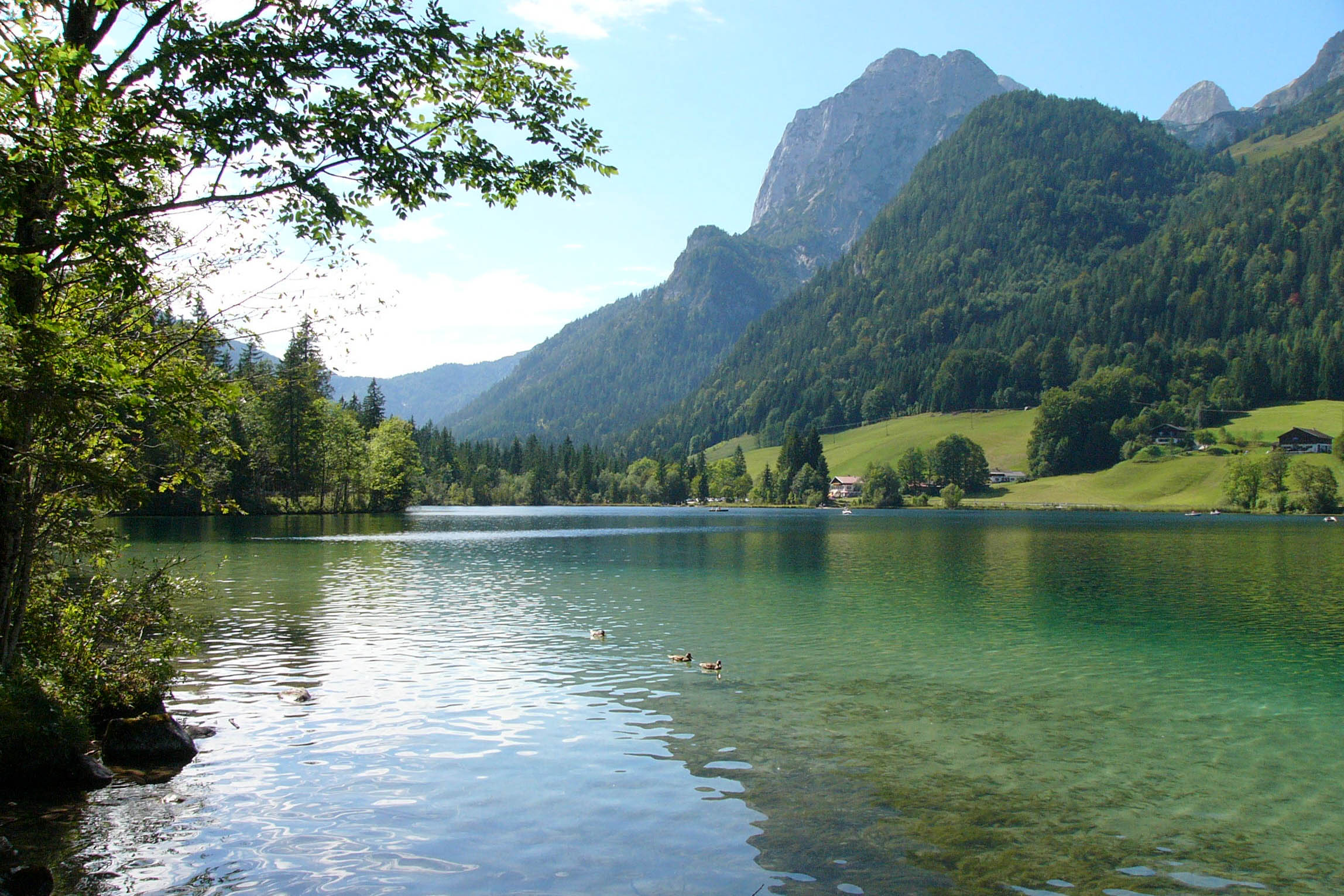
Paisaje alpino en Baviera. (Sur)

La mayoría de los grandes ríos alemanes están en la zona occidental del territorio. El más importante es el Rin, que funciona también como frontera natural con Suiza y Francia antes de desembocar en la costa de los Países Bajos. Entre los afluentes del Rin están el Lahn, el Lippe, el Meno, el Mosela, el Neckar y el Ruhr. Otros ríos importantes son el Elba, que discurre desde la frontera checa en el sureste hasta el mar del Norte, y el Danubio que nace en la Selva Negra y va hacia el este internándose en la meseta bávara; recibe las aguas del Lech, el Isar y el Eno, y acaba pasando a Austria. El Oder, junto con su afluente, el Neisse, forman la mayor parte de la frontera oriental de Alemania con Polonia.

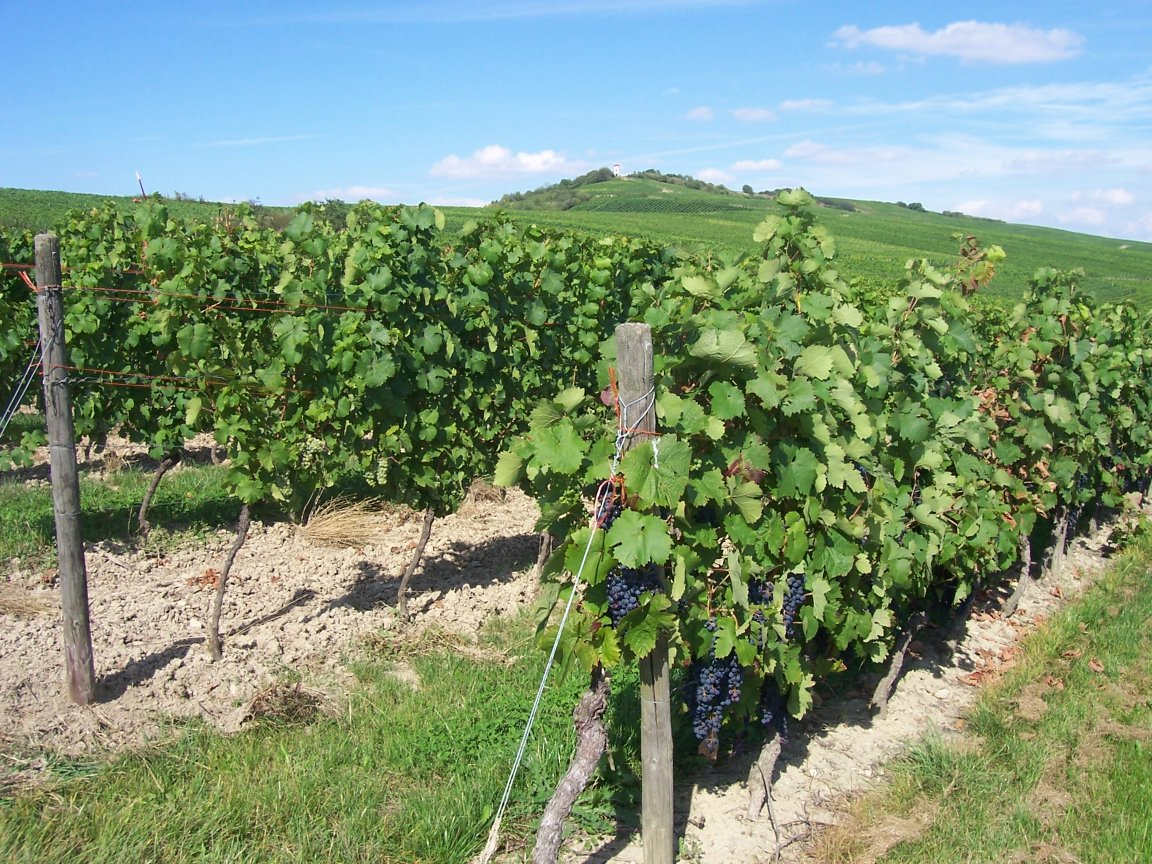
Paisaje con viñas en Rin-Hesse (Centro)

Alemania limita al oeste con el Mar del Norte y al este con el Mar Báltico. El litoral alemán comprende áreas de dunas y marismas. Frente a la costa hay varias islas, entre las que se encuentran las Frisias del Norte, las islas Frisias orientales y la Isla de Rügen, en el mar Báltico.

### Puntos extremos
Esta es una lista de los puntos extremos de Alemania, es decir, los puntos que se encuentran más al norte, sur, este u oeste que cualquier otro lugar:
- Punto más al norte — List, Sylt, Schleswig-Holstein (55°03′N 8°24′E / 55.050, 8.400)
- Punto más al sur — Haldenwanger Eck, Oberstdorf, Baviera (47°16′N 10°10′E / 47.267, 10.167)
- Punto más al oeste — Millen, Renania del Norte-Westfalia (51°1′N 5°53′E / 51.017, 5.883)
- Punto más al este — Deschka, Sajonia (51°16′N 15°2′E / 51.267, 15.033)

### Clima
El país tiene predominantemente un clima oceánico, templado y marítimo con inviernos y veranos frescos, a menudo nublados y húmedos. El tiempo es a veces imprevisible. En pleno verano, un día puede ser caliente y soleado y el siguiente frío y lluvioso. No obstante, las condiciones atmosféricas verdaderamente extremas, como sequías severas, tornados, tempestades de granizo, frío o calor extremos, etc., son raras. Aunque en los últimos años se han visto inundaciones a gran escala, también en general son raras. No hay noticia de seísmos destructivos.
La mayor parte de Alemania queda en la zona climática fresca/templada en la que predominan los vientos húmedos del oeste. La influencia marítima suaviza la costa occidental. El clima es moderado por la corriente del Atlántico Norte, que es una extensión septentrional de la corriente del Golfo. Las aguas calientes traídas por esa corriente afectan a las áreas litorales del mar del Norte incluyendo la península de Jutlandia y la zona a lo largo del Rin, que corre en dirección al mar del Norte. 
En el noroeste y en el norte, el clima es de tipo oceánico (más parecido al clima del Reino Unido y Países Bajos) y la lluvia puede caer todo el año. Los inviernos son relativamente suaves y los veranos comparativamente frescos. 
En el este, el clima muestra claros rasgos continentales: los inviernos pueden ser muy fríos durante largos períodos y los veranos pueden resultar muy cálidos. También aquí se han documentado a menudo largos períodos de sequía. En invierno, Alemania puede quedar bajo la influencia del anticiclón de Siberia. Eso determina que las temperaturas sean más bien bajas, sobre todo en esta parte del país.
En el centro y en el sur hay un clima de transición que puede ser predominantemente oceánico o continental, según la situación general del tiempo. Los inviernos son suaves y los veranos tienden a ser agradables, aunque las temperaturas máximas pueden superar los 30 °C durante varios días seguidos en las olas de calor. En el sur, al pie de los Alpes, ocasionalmente se produce el fenómeno meteorológico del viento cálido de montaña (el foehn). Las regiones más cálidas de Alemania se encuentran en el suroeste (véase el Rin Superior y Palatinado Renano). Aquí los veranos pueden ser cálidos con un alto número de días que sobrepasan los 30 °C. A veces las temperaturas mínimas no bajan de 20 °C, que es relativamente raro en otras regiones. Ese tipo de clima permite la viticultura, cuya presencia caracteriza grandes partes del paisaje del suroeste de Alemania (Vino de Alemania,  Ruta del vino alemán). Debido al clima templado, la mayoría de los vinos producidos son blancos, pero también se produce vino tinto.

Las precipitaciones disminuyen de sur a norte y de oeste a este. Así, se calcula que la pluviosidad máxima se da en zonas montañosas como la Selva Negra (hasta 2000 mm), luego llueve en torno a 930 mm en Múnich, y Hamburgo, a pesar de estar próxima al mar, apenas recibe 700 mm. Al este, el estado federado de Sajonia-Anhalt tiene las precipitaciones más bajas de Alemania, así la ciudad de Quedlinburg recibe solo 438 mm al año.
|                      | Ene. | Feb. | Mar. | Abr. | Mayo | Jun. | Jul. | Ago. | Sep. | Oct. | Nov. | Dic. | Año |
| T° media [°C]        | -0,4 | 0,6  | 4,0  | 8,4  | 13,5 | 16,7 | 17,9 | 17,2 | 13,5 | 9,3  | 4,6  | 1,2  | 8,9 |
| Precipitaciones [mm] | 43   | 37   | 38   | 42   | 55   | 71   | 53   | 65   | 46   | 36   | 50   | 55   | 591 |

Fuente: "Berlín", en educaplus.org.
|                      | Ene. | Feb. | Mar. | Abr. | Mayo | Jun. | Jul. | Ago. | Sep. | Oct. | Nov. | Dic. | Año   |
| T° media (°C)        | 2,6  | 2,9  | 6,3  | 9,7  | 14   | 16,6 | 18,8 | 18,1 | 14,5 | 10,6 | 6,3  | 3,3  | 10,3  |
| Precipitaciones (mm) | 62,1 | 54,2 | 64,6 | 53,9 | 72,2 | 90,7 | 85,8 | 75   | 74,9 | 67,1 | 67   | 71,1 | 838,6 |

Fuente: DWD - Cologne/Bonn Airport, Germany for 1981–2010

### Medio ambiente
Alrededor de un 30% del territorio está formado por bosques, la mayoría de los cuales se encuentran en la mitad sur del país. Cerca de dos tercios de estos bosques se componen de pinos y otras coníferas, y el resto lo forman especies de hoja caduca, como haya, abedul, roble y nogal. Los viñedos cubren muchas de las laderas del suroeste del país y también se extienden a lo largo de los ríos Rin, Mosela y Meno. Los huertos son un elemento destacado en el oeste de Alemania. La flora es de una gran variedad y vistosidad.
Alemania cuenta con 22.907 áreas protegidas, que cubren 135.031 km², es decir, el 37.76% del territorio del país.
El bioma dominante en Alemania es el bosque templado de frondosas, aunque al sur, en los Alpes, está presente el bosque templado de coníferas. WWF, divide el territorio de Alemania entre cinco ecorregiones:

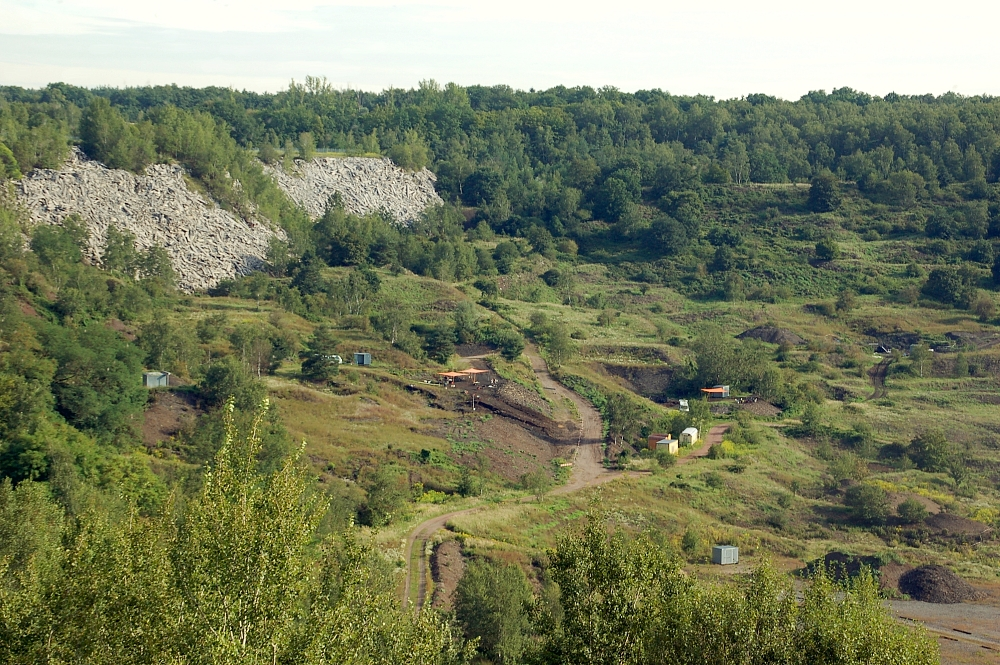
Sitio fosilífero de Messel, cerca de Darmstadt, patrimonio de la Humanidad en Alemania.

- Bosque mixto atlántico, en el noroeste
- Bosque mixto báltico, en el noreste
- Bosque mixto de Europa central, en el este
- Bosque de frondosas de Europa occidental, en el centro y sur
- Bosque de los Alpes, en el extremo sur, en la frontera con Austria

### Fauna
Alemania tiene una fauna poco variada. Los mamíferos más comunes son el ciervo, el jabalí, comadreja, tejón, lobo y zorro. Entre los pocos reptiles está una serpiente venenosa, la víbora europea. Pinzones, ánsares y otras aves migratorias cruzan el país en grandes bandadas. En las aguas costeras del mar del Norte y del mar Báltico, se encuentran peces como el arenque, bacalao y solla, mientras que en los ríos hay carpas, peces gato y truchas comunes.
Conforme a la normativa de la Unión Europea, el territorio de este país se divide en tres regiones biogeográficas: continental, atlántica y, en la parte de los Alpes alemanes, a la región biogeográfica alpina. Destacan en su patrimonio natural los siguientes sitios patrimonio de la Humanidad declarados por la Unesco: el Mar de Frisia (2009), bien natural que comparte con los Países Bajos y el Sitio fosilífero de Messel (1995). Cuenta con 15 reservas de la biosfera. 868.226 hectáreas están protegidas como humedales de importancia internacional al amparo del Convenio de Ramsar, en total, 34 sitios Ramsar. Finalmente, cuenta con 14 parques nacionales, entre ellos los de Harz y Jasmund.
El principal riesgo natural son las inundaciones. En cuanto a los problemas medioambientales: emisiones de la quema de carbón e industrias contribuyen a la contaminación atmosférica; la lluvia ácida que resulta de las emisiones de óxido de azufre, está dañando los bosques; la contaminación en el mar Báltico por la emisión de aguas residuales y vertidos industriales de ríos en Alemania oriental; peligrosa disposición de los residuos; el gobierno estableció un mecanismo para poner fin al uso de la energía nuclear a lo largo de los próximos quince años; el gobierno está trabajando para alcanzar los compromisos de la Unión Europea para identificar las zonas de conservación de la naturaleza en línea con la Directiva europea de conservación del hábitat, la flora y la fauna.

## Geografía humana

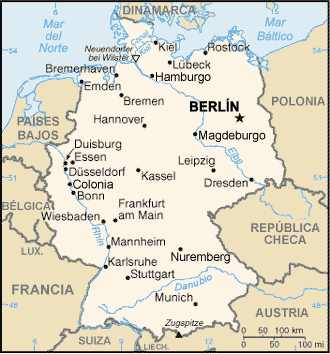
Principales ciudades de Alemania

Tiene una población de 82.329.758 habitantes (est. julio de 2009), urbana en un 74% (2008).
La capital, Berlín tiene una población de 3,4 millones de habitantes, lo que hace de ella la ciudad más poblada del país, así como la quinta aglomeración urbana entre los países de la Unión Europea. Más de ochenta ciudades superan los 100 000 habitantes, siendo las cinco primeras, después de Berlín: Hamburgo, Múnich, Colonia, Fráncfort del Meno y Stuttgart. 
Se divide administrativamente en 16 estados (en alemán, Länder, singular - Land): Baden-Wurttemberg, Baviera, Berlín, Brandeburgo, Brema, Hamburgo, Hessen, Mecklemburgo-Pomerania Occidental, Baja Sajonia, Renania del Norte-Westfalia, Renania-Palatinado, Saarland, Sajonia, Sajonia-Anhalt, Schleswig-Holstein, Turingia. Baviera, Sajonia y Turingia se llaman a sí mismos Freistaaten (en singular, Freistaat), que significa "estados libres".

## Geografía económica
Recursos naturales: carbón, lignito, gas natural, mineral ferroso, cobre, níquel, uranio, potasio, sal, materiales de construcción, madera y tierra arable, que representa el 33,13% del uso de la tierra. A cosechas permanentes se dedica el 0,6% y otros 66,27% (2005). La tierra irrigada representa 4 850 km² (2003).
El PIB (est. 2009) proviene sobre todo del sector servicios 72%, luego está la industria (27,1%) y finalmente la agricultura, que proporciona solo el 0,9%. Paralelamente, en su mayoría, la población activa (2005) se dedica a los servicios (67,8%), luego a la industria (29,7%) y finalmente una minoría (2,4%) a la agricultura.
La economía alemana, que es la quinta más grande del mundo y la mayor de Europa es líder en exportación de maquinaria, vehículos, productos químicos y equipamiento para el hogar. Se beneficia de una mano de obra altamente cualificada. Como sus vecinos de Europa occidental, Alemania se enfrenta a significativos desafíos demográficos para sostener un crecimiento a largo plazo. Bajos índices de fertilidad y el declive de la inmigración neta incrementarán la presión sobre el sistema de estado de bienestar del país y necesita reformas estructurales. La modernización e integración de la economía de Alemania del Este, donde el desempleo puede superar el 20% en algunos municipios, sigue siendo un término a largo plazo muy costoso, con transferencias anuales del Oeste al Este que llega en 2008 solo a aproximadamente doce billones de dólares.